# 巴拉賓斯克區

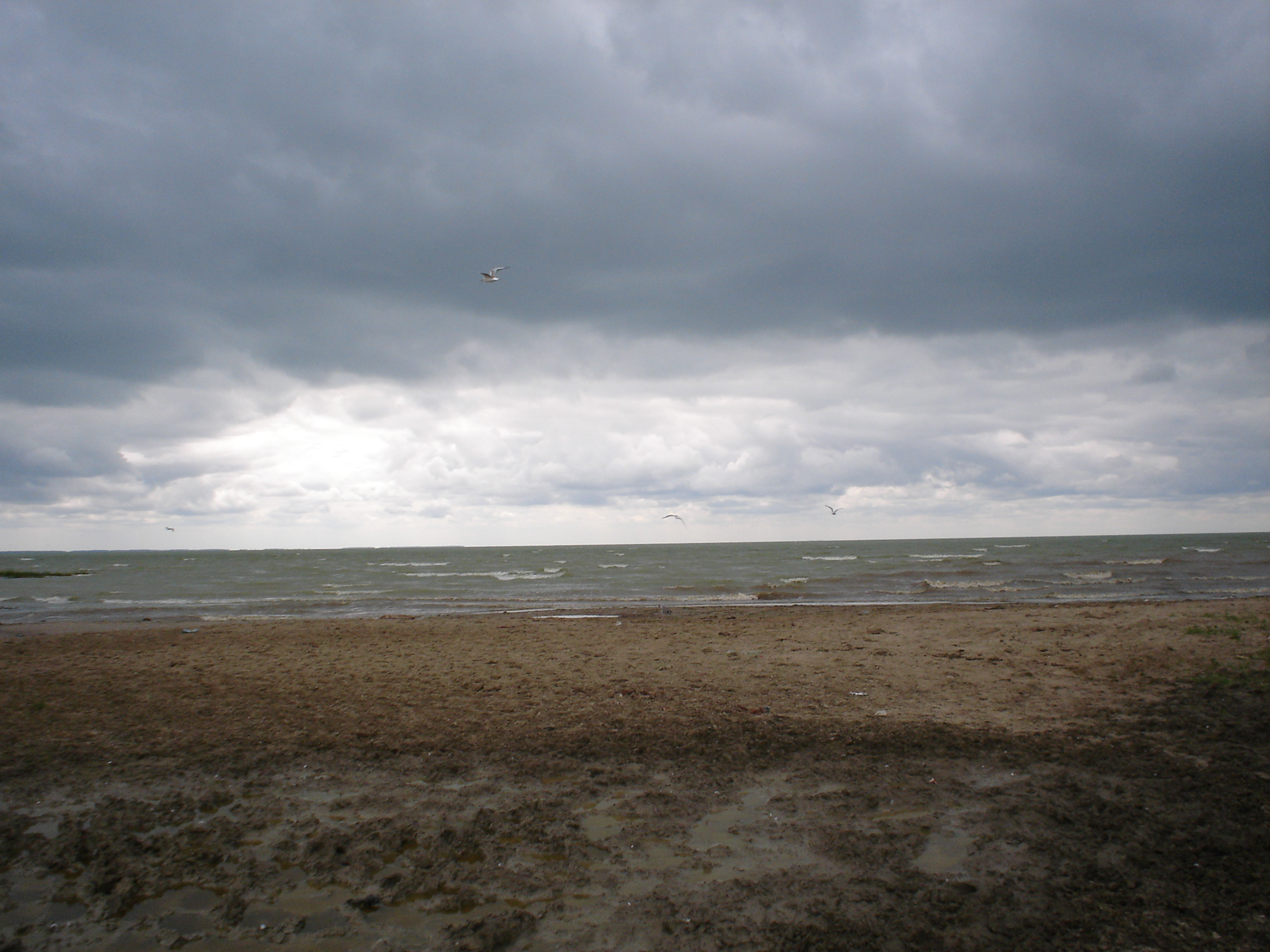

55°21′N 78°21′E / 55.350°N 78.350°E
巴拉賓斯克區（俄语：Барабинский район），是俄羅斯的一個區，位於該國南部，由新西伯利亞州負責管轄，面積4,415平方公里，2010年人口14,169，人口密度每平方公里3.21人。